# Daniel Gildenlöw
Daniel Gildenlöw (né le 5 juin 1973) est un musicien multi-instrumentiste fondateur et leader du groupe de metal progressif suédois Pain of Salvation et invité pour les tournées 2001 et 2010 de Transatlantic. Il a également joué dans The Flower Kings entre 2002 et 2004.
Il est connu dans le milieu du progressif pour son talent de chanteur et d'auteur d'albums-concepts élaborés.

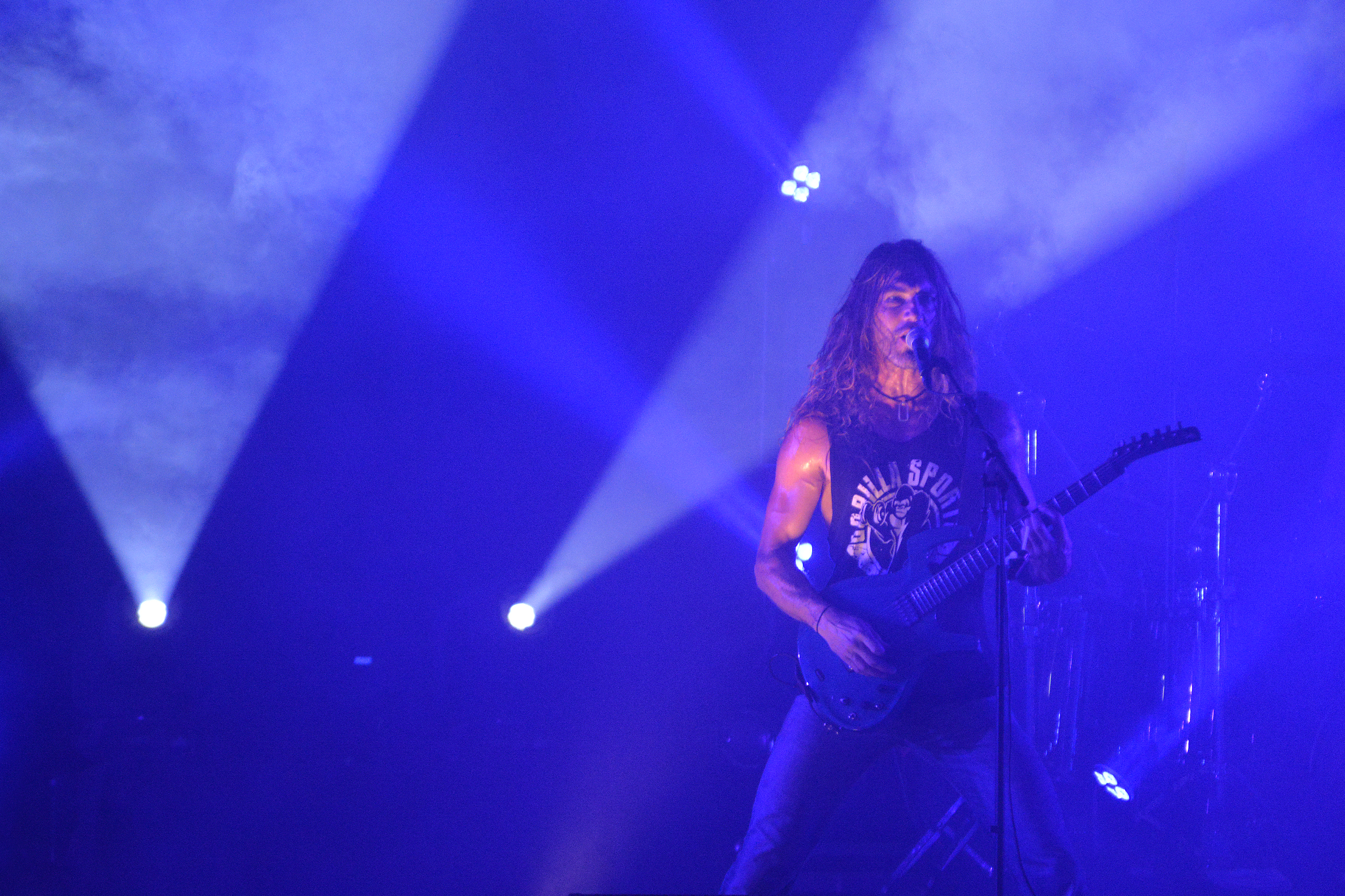
Daniel Gildenlöw performing at Hellfest in 2017.